# Авиационные происшествия Аэрофлота 1937 года

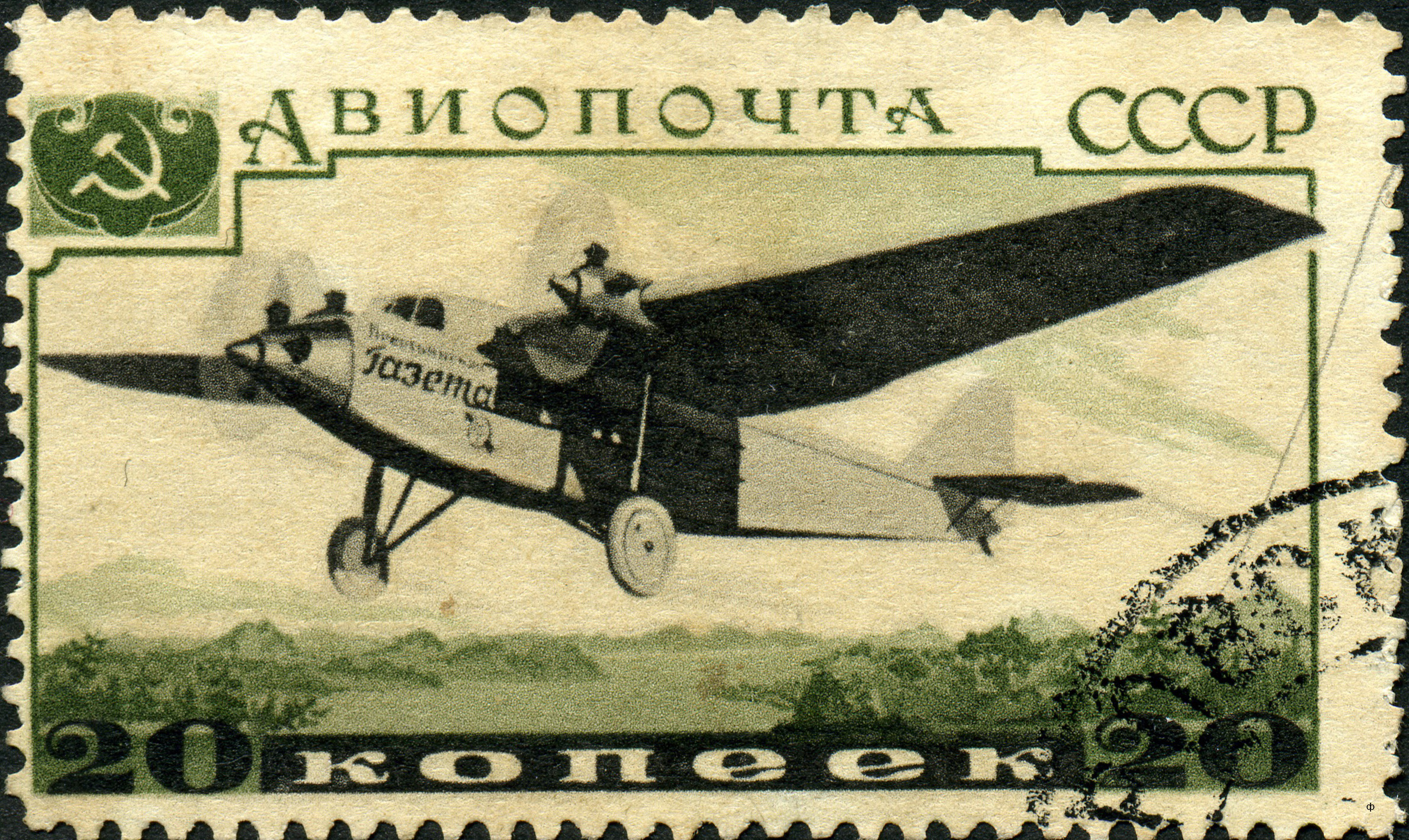
АНТ-9 предприятия «Аэрофлот»

Авиационные происшествия и инциденты, включая угоны, произошедшие с воздушными судами Главного управления гражданского воздушного флота при Совете народных комиссаров СССР («Аэрофлот») в 1937 году.
По имеющимся данным, в этом году крупнейшая катастрофа с воздушными судами предприятия «Аэрофлот» произошла 27 июня на аэродроме Запорожья (Украинская ССР), когда самолёт АНТ-9 при взлёте во время разгона врезался в только что приземлившийся ПЛ-5 завода № 29 (1-е управление НКОП), в результате чего в общей сложности погибли 11 человек, включая 9 на АНТ-9.

## Список
Отмечены происшествия и инциденты, когда воздушное судно было восстановлено.
| Дата                  | Место                                                        | ВС       | Бортовой номер | Управление                                        | Жертв  | Описание | И      |
| --------------------- | ------------------------------------------------------------ | -------- | -------------- | ------------------------------------------------- | ------ | --- | ------ |
| 9 февраля 1937 года   | Уссурийская область, 2 ЮЗ Каменушки, 30 км от Артёма         | СП       | Л2095          | Дальневосточное                                   | 1/1    | При полёте на малой высоте через снегопад врезался в деревья на сопке | [ 1 ]  |
| 10 февраля 1937 года  | Надтеречный район, 18 км от Нижнего Наура                    | АНТ-9    | Л167           | Закавказское                                      | 1/2    | При полёте в тумане из-за обледенения произошёл отказ приборов; при вынужденной посадке на местности врезался в гору                                                           | [ 2 ]  |
| 18 февраля 1937 года  | Западно-Казахстанская область, близ Орлика, 120 км С Гурьева | П-5      | Л1731          | Северо-Кахахское                                  | 2/2    | Разбился по неустановленной причине при полёте в СМУ | [ 3 ]  |
| 27 мая 1937 года      | Рассказовский район, близ Алкахатки, 60 км ЮВ Тамбова        | П-5      | Ш938           | 2-я объединённая школа пилотов и авиатехников ГВФ | 2/2    | В учебном полёте из-за ошибок в пилотировании перешёл в пикирование и разрушился от перегрузок; конструкция планера была ослаблена в ходе некачественного капитального ремонта | [ 4 ]  |
| 27 июня 1937 года     | Запорожье                                                    | АНТ-9    | Л176           | Московское                                        | 2+9/11 | При взлёте столкнулся с приземлившимся ПЛ-5 1-го управления НКОП | [ 5 ]  |
| 9 июля 1937 года      | Хомутовская, Ростовская область                              | П-5      | Ш630           | 1-я авиашкола ГВФ                                 | 2/2    | При выполнении фигур пилотажа на малой высоте свалился в штопор и врезался в землю                                                                                             | [ 6 ]  |
| 10 июля 1937 года     | Нижнее Казачье, Задонский район                              | Сталь-3  | Л1232          | Московское                                        | 1/5    | При вынужденной посадке после отказа двигателя врезался в препятствия | [ 7 ]  |
| 6 августа 1937 года   | Бистрица-Нэсэуд, близ Герины                                 | DC-2-152 | М25            | Московское                                        | 6/6    | Пожар на борту | [ 8 ]  |
| 17 сентября 1937 года | Иркутск                                                      | У-2      | Т118           | Восточно-Сибирское                                | 1/1    | При выполнении учебных полётов пилот борта Т190 нарушил схему и войдя в чужую зону врезался в борт Т118                                                                        | [ 9 ]  |
| 17 сентября 1937 года | Иркутск                                                      | У-2      | Т190           | Восточно-Сибирское                                | 1/1    | При выполнении учебных полётов пилот борта Т190 нарушил схему и войдя в чужую зону врезался в борт Т118                                                                        | [ 10 ] |
| 22 октября 1937 года  | Ушаки, Тосненский район                                      | Р-Z      | Л2120          | Северное                                          | 1/1    | При полёте в тумане из-за ошибок в пилотировании свалился в штопор и врезался в землю                                                                                          | [ 11 ] |
| 16 ноября 1937 года   | 4 км З Харькова                                              | К-5      | Л561           | Московское                                        | 2/2    | При заходе на посадку снизился под безопасную высоту и врезался в дымовую трубу кирпичного завода                                                                              | [ 12 ] |
| 11 декабря 1937 года  | Херсон                                                       | АП       | А496           | Украинское                                        | 1/1    | После взлёта из-за ошибок в пилотировании не набрал высоту и врезался в радиомачту                                                                                             | [ 13 ] |
| 29 декабря 1937 года  | Ю Бровар, близ Киева                                         | Сталь-3  | Л1228          | Украинское                                        | 4/7    | В самовольном учебном полёте из-за отказа части приборов и ошибок в пилотировании перешёл в скольжение и упал на землю                                                         | [ 14 ] |